# Copa América 2019 (calcio a 5)
La Copa América de Futsal 2019 sarebbe dovuta essere la 13ª edizione del torneo, la cui fase finale si sarebbe dovuta disputare dal 23 al 30 ottobre 2019 a Los Ángeles, in Cile. 
La CONMEBOL, il 22 ottobre tramite comunicato ufficiale, ha deciso di annullare lo svolgimento del torneo a causa della protesta nella capitale cilena.

## Sorteggio
Il sorteggio si è tenuto il 26 settembre 2019 a Los Ángeles, in Cile. Le 10 squadre sono state divise in 2 gironi da cinque squadre ciascuno.
| Teste di serie         | 1ª urna            | 2ª urna          | 3ª urna           | 4ª urna      |
| ---------------------- | ------------------ | ---------------- | ----------------- | ------------ |
| Cile (A1) Brasile (B1) | Argentina Paraguay | Uruguay Colombia | Venezuela Bolivia | Ecuador Perù |

## Fase a gironi

### Gruppo A
| Squadra   | Pti | G | V | N | P | GF | GS | DR |
| --------- | --- | - | - | - | - | -- | -- | -- |
| Cile      | 0   | 0 | 0 | 0 | 0 | 0  | 0  | 0  |
| Bolivia   | 0   | 0 | 0 | 0 | 0 | 0  | 0  | 0  |
| Ecuador   | 0   | 0 | 0 | 0 | 0 | 0  | 0  | 0  |
| Uruguay   | 0   | 0 | 0 | 0 | 0 | 0  | 0  | 0  |
| Argentina | 0   | 0 | 0 | 0 | 0 | 0  | 0  | 0  |

|  | Bolivia | – (Cancellata) | Argentina |  |

|  | Cile | – (Cancellata) | Uruguay |  |

|  | Uruguay | – (Cancellata) | Argentina |  |

|  | Cile | – (Cancellata) | Ecuador |  |

|  | Bolivia | – (Cancellata) | Uruguay |  |

|  | Argentina | – (Cancellata) | Ecuador |  |

|  | Bolivia | – (Cancellata) | Ecuador |  |

|  | Cile | – (Cancellata) | Argentina |  |

|  | Ecuador | – (Cancellata) | Uruguay |  |

|  | Cile | – (Cancellata) | Bolivia |  |

### Gruppo B
| Squadra   | Pti | G | V | N | P | GF | GS | DR |
| --------- | --- | - | - | - | - | -- | -- | -- |
| Brasile   | 0   | 0 | 0 | 0 | 0 | 0  | 0  | 0  |
| Venezuela | 0   | 0 | 0 | 0 | 0 | 0  | 0  | 0  |
| Colombia  | 0   | 0 | 0 | 0 | 0 | 0  | 0  | 0  |
| Paraguay  | 0   | 0 | 0 | 0 | 0 | 0  | 0  | 0  |
| Perù      | 0   | 0 | 0 | 0 | 0 | 0  | 0  | 0  |

|  | Venezuela | – (Cancellata) | Perù |  |

|  | Brasile | – (Cancellata) | Paraguay |  |

|  | Paraguay | – (Cancellata) | Perù |  |

|  | Brasile | – (Cancellata) | Colombia |  |

|  | Venezuela | – (Cancellata) | Paraguay |  |

|  | Perù | – (Cancellata) | Colombia |  |

|  | Venezuela | – (Cancellata) | Colombia |  |

|  | Brasile | – (Cancellata) | Perù |  |

|  | Colombia | – (Cancellata) | Paraguay |  |

|  | Brasile | – (Cancellata) | Venezuela |  |

## Fase a eliminazione diretta

### Tabellone
|  | Semifinali | Semifinali | Semifinali |  |  | Finale | Finale | Finale |  |
|  |            |            |            |  |  |        |        |        |  |
|  | 1A         |            |            |  |  |        |        |        |  |
|  |            |            |            |  |  |        |        |        |  |
|  | 2B         |            |            |  |  |        |        |        |  |
|  |            |            |            |  |  |        |        |        |  |
|  |            |            |            |  |  |        |        |        |  |
|  |            |            |            |  |  |        |        |        |  |
|  | 1B         |            |            |  |  |        |        |        |  |
|  |            |            |            |  |  |        |        |        |  |
|  | 2A         |            |            |  |  |        |        |        |  |

|  | Finale 5º posto |  |
|  |                 |  |
|  | 3A              |  |
|  |                 |  |
|  | 3B              |  |
|  |                 |  |

|  | Finale 7º posto |  |
|  |                 |  |
|  | 4A              |  |
|  |                 |  |
|  | 4B              |  |
|  |                 |  |

|  | Finale 9º posto |  |
|  |                 |  |
|  | 5A              |  |
|  |                 |  |
|  | 5B              |  |
|  |                 |  |

### Finale 9º posto
|  | non conosciuta | – (Cancellata) | non conosciuta |  |

### Finale 7º posto
|  | non conosciuta | – (Cancellata) | non conosciuta |  |

### Semifinali
|  | non conosciuta | – (Cancellata) | non conosciuta |  |

|  | non conosciuta | – (Cancellata) | non conosciuta |  |

### Finale 5º posto
|  | non conosciuta | – (Cancellata) | non conosciuta |  |

### Finale 3º posto
|  | non conosciuta | – (Cancellata) | non conosciuta |  |

### Finale
|  | non conosciuta | – (Cancellata) | non conosciuta |  |

## Campione
Non assegnato

## Classifica finale
| Pos. | Squadra |
| ---- | ------- |
|      |         |
|      |         |
|      |         |
| 4    |         |
| 5    |         |
| 6    |         |
| 7    |         |
| 8    |         |
| 9    |         |
| 10   |         |